# آنتونیوس آریانتو
آنتونیوس آریانتو (انگلیسی: Antonius Ariantho؛ زادهٔ ۳ اکتبر ۱۹۷۳) بدمینتون‌باز اهل اندونزی است.